# 竜雷太
竜 雷太（りゅう らいた、1940年〈昭和15年〉1月21日 - ）は、日本の俳優。本名：長谷川 龍男（はせがわ たつお）。大阪府豊能郡箕面村（現：箕面市）出身、京都府舞鶴市育ち。著名な親族として、息子の長谷川陽平（はせがわ ようへい、ミュージシャン、ギタリスト））がおり、元親族として、元妻の吉成洋子（よしなり ようこ、女優）と、元妻で長谷川陽平の母である夏桂子（女優）がいる。
所属芸能事務所は、三船プロダクション、田中プロモーション、アクターズプロモーションを経て、現在は、アートプロモーション。かつて東京都内に在住していたが、2022年ごろより静岡県東伊豆町に移住している。

## 来歴
1940年（昭和15年）1月21日、大阪府豊能郡箕面村（現・箕面市内旧箕面村域〈現・西小路等地域〉）に生まれる。第二次世界大戦中は父母の出身地であり、叔父のいる京都府舞鶴市に疎開し、10年間過ごした。
1960年に日本大学藝術学部中退、テレビタレントセンターの三期生となり、1962年松竹入社。本名で出演した『馬鹿まるだし』の鴨川ロケの帰りの汽車の中で、来日していた演出家のエドダンダスに身振り手振りで演劇論をぶったら仲良くなり、エドダンダスの推薦で1965年に芝居の勉強のため単身アメリカへ渡りサンフランシスコ・ステート・カレッジへ1年半留学することになる。留学中は皿洗い、運転手などのアルバイトをこなしながら大学に通い、学校の夏休みには全米1840キロを自動車で回った。帰国後、久世竜について殺陣の研究をしていた。1966年に日本テレビの青春ドラマシリーズ第2作『これが青春だ』の主役に予定していた夏木陽介がクランクイン2週間前に降板、プロデューサーの岡田晋吉は急きょ全くの新人を主役に抜擢して対処しようと考える。岡田は、ドラマ『新・新三等重役』でひと言だけセリフがあったバスの運転手役の演技に強い印象を抱いたことから竜本人を呼び話を聞くと、ドラマの主人公そのものの経歴だったことから、岡田は竜を『これが青春だ』の主人公・大岩雷太役に起用、竜は無名の新人から一躍スターダムにのし上がった。また劇中で自ら歌唱した曲をレコードとして発売し、歌手デビューをした。
芸名は、新人を売り出すのに本名の「長谷川 龍男」ではインパクトが足りないということで『これが青春だ』の主人公の役名・大岩雷太をそのまま芸名にしようとプロデューサー間で決めたが、本人が「親に貰った名前を変えるのは嫌だ」と強く抵抗。結局、本名から「龍」の字を取り「竜 雷太」で納得してもらった。しかし、本人はドラマ終了後は本名に戻すつもりだった。
1968年から1970年まで青春ドラマシリーズの第1作『青春とはなんだ』の主演を務めた夏木陽介とのコンビで『東京バイパス指令』に出演。夏木とは三船プロダクションに共に所属することとなる。
1972年『太陽にほえろ!』に出演を果たし、ゴリさんこと石塚誠刑事役を1982年の殉職まで10年間（525話）務め、『太陽にほえろ!』では出演俳優で最多の92話に主演した。撮影現場では、ゴリさんの役柄そのままに新人教育係を務めていた。2009年には缶コーヒーのCMで再び石塚誠を演じた 。
1979年、所属していた三船プロダクションの内紛騒動が勃発。田中寿一、阿知波信介らとともに離脱し、田中が作った田中プロモーションに所属する。
1982年には放映開始からゴリさん役で10年間出演していた『太陽にほえろ!』を殉職という形でついに降板し、番組からの降板に際して、写真集『竜雷太in太陽にほえろ!』が日本テレビより販売された。
『太陽にほえろ!』降板4か月後にTBS系列『金曜日の妻たちへ』に村越隆正役で出演。このドラマは当時『太陽』が終了して1時間後（金曜22時）からの放送であり、竜は「あれで変われた気がするね。普通の俳優さんになったって思う。」と語った。
1983年、再び阿知波とともに所属俳優を大量に引き連れ離脱。田中プロモーションは破産。阿知波とアクターズプロモーションを立ち上げる。
2007年5月、長年コンビを組んできた阿知波が自殺を遂げ、アクターズプロモーションは同月、破産申請。負債総額は5億ともいわれ、設立に関わり役員（設立時は社長）でもあった竜も多額の損失を被った。

## エピソード

### これが青春だ
- 岡田晋吉に東宝テレビ部の応接室に呼ばれた際、「役者はセリフだけで芝居をしようと思ってはいけない。肉体全体を使って表現しなければならない」と演技論を熱っぽく語った[13]。
- 東宝の三船敏郎以来といわれる「現場に台本を持ち込まない」伝統を守り、自ら率先してスタッフの中に溶け込み、照明のライトを担ぎ、出番がなくとも現場に現れてレフを当て、荷物運びを手伝い、撮影が終わるとスタッフと大酒を飲んだ。最初は疑心暗鬼だったスタッフも竜を自分たちの仲間と認め、リーダーシップに一目置くようになった[14]。
- 当時のファンの熱狂ぶりは凄まじく、竜が撮影を終えて部屋に戻ると、見知らぬ女性が勝手に料理を作って待っていたほどであった[7]。
- 抜擢前はアルバイトで生活していたが、番組に抜擢されると朝から晩まで撮影でアルバイトできずお金が入ってこなくなった。また、当時の安アパートには風呂がなく、銭湯に通っていたが、皆が裸の自分を嘗め回すように見るので、他の客がいない夜遅くでないと風呂に入れず、風呂付きのアパートに引っ越させて欲しいと要請した。岡田晋吉はこれ以降、抜擢した新人にギャラの前渡しと風呂付きのアパートを世話することにした[15]。
- 岡田晋吉が『太陽にほえろ!』で松田優作、勝野洋など多くの無名俳優を新人刑事として抜擢したのは、岡田が無名の新人だった竜を『これが青春だ』の主人公に抜擢して成功した経験による[7][16]。『これが青春だ』は『青春とはなんだ』の主演を務めた夏木陽介が主役を務める予定だったが、クランクインの1か月ほど前に東宝から「夏木に映画の話がきたのでテレビには出演させない」と一方的通告があり、一か八か新人を主役に抜擢して対処しようと考え、心中覚悟で竜雷太と芸名をつけ主役に抜擢した。当時ドラマの主役を新人が務めるのは全く考えられないことであったが、竜の成功で岡田晋吉は「主役が新人でも素質があれば視聴率が取れるドラマを作ることができる」ことを学び、新人刑事が中心人物となる『太陽にほえろ!』の企画を生み出した[16]。
- このドラマと『でっかい青春』のロケを静岡県の下田市と南伊豆町、及びその周辺でロケを行ったことで、竜本人は伊豆が気に入り、それ以来約30年世話になった東伊豆町に2022年ごろに移住した[3]。

### 太陽にほえろ!
- 石原裕次郎は当初『太陽にほえろ!』を1クール、13本ほどで終わるものと思っていた。岡田晋吉は、日本テレビやスポンサーには11年は続けると約束していたので、成城の自宅に出向き必死に頼んだが、映画で育ち、映画で国民的スターになった石原は渋っていた。「やっぱり映画だよ」と言っていた石原が翻意したのは、酒が飲めない岡田の代わりに竜が朝まで飲み明かして「これからはテレビの時代です」「テレビには長く出続けないと意味がない」と進言して口説き落としたことによるという。石原が降板とならなかったのは、竜雷太のおかげであると断言してもいいと岡田は証言している[17][18]。竜は高校・大学時代、石原に憧れて、同じ32インチのパンツを引きずって履いていた[19]。
- 熱血漢で正義感溢れる「ゴリさん」の役柄そのままに、撮影現場の心得が分からない新人刑事に抜擢された俳優に対して、私生活では腰が低く、撮影所に来たらまず全員に挨拶し、画面に出たら胸を張って演技に臨むという気持ちの切り替えを含め、細かく的確な指導をした[10]。それは、自らが無名の俳優からドラマの主役に抜擢されたという体験に裏打ちされた説得力のあるもので、若い俳優が失敗すると、「長い目で見てやって下さい。奴は一生懸命なんですから」とスタッフに頭を下げていた[16]。
- マカロニ刑事を演ずる萩原健一は声が裏返ってセリフが聞き取れないことが多いので、竜が萩原の言葉を聞き返すセリフを言ってカバーしていた。ジーパン刑事を演ずる松田優作のセリフが聞き取れない時も同様の対応をしていた[20]。
- 勝野洋が最初セリフを言えなかった時は、撮影を中断させてスタジオの外で指導した[21][22]。演技のことはほとんど何も分からなかった勝野を指導したのは、劇中で先輩刑事・通称「ゴリさん」を演じた竜だった[23]。
- 宮内淳がボクシングをするシーンで、新人のため遠慮して相手の役者を思い切り殴れない時は、リングに上がり、自分の顔を宮内に打たせながらボクシングの演じ方を教えた。終わった時、竜の顔は腫れ上がっていたという[24]。
- 降板直前のカナダロケでは、後輩刑事を正座させて説教し[25]、厳しく指導した渡辺徹には、うるさかった竜が殉職したから、そんなに太ったんだろうとよく言うという[22]。
- 「ゴリさん」のアクションは、柔道を主体にしたアクションが多かった。それは力強くダイナミックで、「ゴリさん」の真っすぐな人格そのままのイメージを意識したアクションを表現したという[26]。
- 放送開始から6年目の1978年頃に「同じ役をやっていると何かもう一つ脱皮したい」と思うようになり、岡田晋吉に「魚河岸で働いてみたいから出番を減らしてくれ」と申し入れた[16]。1980年頃には「若手も着実に育ってきたし、もう俺は必要なんだろうか」と思うようになって降板を申し入れていたが、その直前に竜と同じく第1回から出演してきた殿下こと島刑事役の小野寺昭の降板が既に決まっていたため慰留された[27]。その際には降板について一切口外していなかった小野寺に対し、竜が「お前、辞めるんだって?」と訊いて仰天させた。
- 最初の慰留から降板までの2年間は集大成として、『太陽』以外の仕事をあまり入れなかった[27]。
- 最初に慰留された際「あと2年やろう」と言われたが[27]、その2年後にロッキーこと岩城刑事役の木之元亮と長さんこと野崎刑事役の下川辰平の降板が重なったため、再度慰留される羽目になった。しかし竜は固辞したため、2人の降板からわずか1か月で卒業することが決まった。
- 最終出演回の第525話「石塚刑事殉職」は番組史上初めてスペシャル版（90分）で制作され、またボス役の石原裕次郎が最初で最後の臨終シーンに立ち会うなど、竜の長年の労をねぎらった感謝の演出が行われた[28]。
- 第525話のクランクアップ後、竜が使用していたMGC トルーパー4インチが記念品としてスタッフから贈られた。しかも「射撃の名人だが、普段は拳銃に弾をこめず、事件の時に1発だけ弾が込めてある」という役柄そのままの演出がなされていた。
- 竜は「殉職は僕にとっての卒業のようなものでしたから、ボスにはうれしく卒業します、と言いました。私の殉職シーンだけボスが付き添って、みとってくれたことは私の自慢です。本当にうれしかったです。もちろん、岡田プロデューサーをはじめとした方が、どういう殉職にするか決めるわけですが、ボスが芝居で気持ちを見せてくれたのかもしれません」と語った[28][29]。

## 出演

### テレビドラマ

#### NHK
- 大河ドラマ
  - 徳川家康（1983年） - 随風 役
  - 独眼竜政宗（1987年） - 伊達実元 役
  - 翔ぶが如く（1990年） - 川口雪篷 役
  - 八代将軍吉宗（1995年） - 三浦為隆 役
  - 元禄繚乱（1999年） - 千坂兵部 役
  - 葵 徳川三代（2000年） - 蒲生郷舎 役
  - 風林火山（2007年） - 甘利虎泰 役
  - 軍師官兵衛（2014年） - 黒田重隆 役
  - 西郷どん（2018年） - 調所広郷 役[30]
- 真田太平記（1985年） - 加藤清正 役
- ジェニーがやってきた（1986年）
- 連続テレビ小説
  - ノンちゃんの夢（1988年） - 中川壮吉 役
  - 和っこの金メダル（1989年 - 1990年） - 原田剛 役
  - こころ（2003年） - 中島一国 役
  - ちりとてちん（2007年） - 鞍馬太郎 役
  - てっぱん（2010年10月 - 2011年3月） - 長谷川伝 役
- 菜の花の沖（2000年） - 御影屋松右衛門 役
- エトロフ遥かなり（1993年8月8日 - 11日） - 大塚巡査 役
- お登勢（2001年4月6日 - 6月22日） - 津田頼母 役
- 結婚のカタチ（2004年10月4日 - 11月11日） - 沢井良夫 役
- 理想の生活（2005年10月10日 - 11月10日） - 角川勉 役
- マチベン（2006年4月8日 - 5月13日） - 深川保 役
- 柳生十兵衛七番勝負 島原の乱 第4回「慈父の剣」（2006年4月27日） - 山賀治右衛門 役
- 夏雲あがれ（2007年6月7日 - 7月5日） - 蟠竜公 役
- ファイブ（2008年1月5日） - 前島五郎 役
- 監査法人（2008年6月14日 - 7月19日） - 国友豊 役
- 福岡発地域ドラマ「博多 はたおと」（2008年12月12日、NHK福岡） - 岩井仙助 役
- 白洲次郎（2009年9月23日）- 松本烝治 役
- NHKスペシャル「15歳の志願兵」（2010年8月15日） - 村田宗憲 役
- 実験刑事トトリ 最終回「二人の絆〜実験刑事が最後に見たもの」（2012年12月1日） - 石峯公一郎 役
- いつか陽のあたる場所で（2013年1月8日 - 3月12日） - 大石重雄 役
  - いつか陽のあたる場所で スペシャル（2014年4月1日）
- 鳥取発地域ドラマ「ちょっとは、ダラズに。」（2014年1月29日、NHK BSプレミアム） - 杉原幸三 役
- ダークスーツ（2014年11月22日 - 12月27日） - 御園龍之介 役
- 大富豪同心（NHK BSプレミアム→NHK BS） - 三国屋徳右衛門 役
  - 大富豪同心（2019年5月10日 - 7月12日）
  - 大富豪同心2（2021年5月28日 - 7月23日）
  - 大富豪同心3（2023年6月23日 - 8月11日）
  - 大富豪同心スペシャル〜大統領の密使〜（2024年12月28日、NHK BSプレミアム4K / 2024年12月29日）[31]
- ベビーシッター・ギン!（2019年6月30日 - 9月1日、NHK BSプレミアム） - 中津川龍之介 役
- ディア・ペイシェント〜絆のカルテ〜（2020年7月17日 - 9月18日） - 西園寺光隆 役
- 大奥「5代・徳川綱吉×右衛門佐 編」（2023年2月7日 - 21日） - 桂昌院 役[32][33]

#### 日本テレビ系列
- これが青春だ（1966年 - 1967年） - 大岩雷太 役
- でっかい青春（1967年 - 1968年） - 巌雷太 役（第32話は花田五郎役と兼任）
- 東京バイパス指令（1968年 - 1969年） - 槙竜次警部補 役
- ぼてじゃこ物語（1971年） - 修 役
- 火曜日の女シリーズ 木の葉の家（1972年）- 手塚八郎 役
- 飛び出せ!青春 第15話「栄光とはなんだ!!」（1972年） - 森本先生 役
- 太陽にほえろ! 第1話「マカロニ刑事登場!」 - 第525話「石塚刑事殉職」（1972年 - 1982年） - 石塚誠 役（通称・ゴリさん）
- 姿三四郎（1978年） - 真崎東天 役
- 水曜ロードショー「ロス市警アジア特捜隊」（1984年） - 伊達浩 役
- 年末時代劇スペシャル
  - 忠臣蔵（1985年） - 片岡源五右衛門 役
  - 白虎隊（1986年） - 山本覚馬 役
  - 田原坂（1987年） - 桂久武 役
  - 五稜郭（1988年） - 古屋佐久左衛門 役
  - 奇兵隊（1989年） - 来島又兵衛 役
- ジャンプアップ!青春（1986年）
- ジャングル（1987年 - 1988年） - 武田祥次 役
- 太陽の犬（1988年） - 江藤恭司 役
- 長七郎江戸日記 第2シリーズ（1989年1月 - 9月） - 松坂鉄舟 役
- 妻ありてこそ（1989年5月25日、読売テレビ） - 大崎重夫 役
- 風流太平記 「密命」（1990年） - 井伊兵部少輔 役
- パパっ子ちゃん（1993年、読売テレビ） - 市丸民三 役
- 星の金貨（1995年） - 永井誠一郎 役
- さむらい探偵事件簿 第9話「酒と泪と親子の絆」（1997年）
- デッサン（1997年） - 石脇裕一 役
- 時空警察（2001年 - 2005年） - 山神善一郎 役
- 仔犬のワルツ（2004年） - 水無月奏太郎 役
- アンテナ22特別版 特別ドラマスペシャル「総理大臣 小泉純一郎」（2006年） - 亀井静香 役
- 背の眼（2012年3月31日、BS日テレ） - 糠沢長次 役
- エンジェル・ハート（2015年） - 李堅強 役
- ぼくのいのち（2016年3月23日） - 中村憲雄 役（特別出演）
- 火曜サスペンス劇場
  - 松本清張スペシャル・黒の回廊（1984年10月2日） - 門田秋雄 役
  - 旅路（1985年5月28日） - 主演・北村輝男 役
  - 濡れぎぬ（1991年4月23日） - 主演
  - 地方記者・立花陽介16「別府国東通信局」（2000年12月26日） - 向井良重 役
  - 身辺警護8（2001年8月14日） - 坂崎洋介 役
  - 軽井沢ミステリー6「巣立ち」（2004年11月2日） - 石川修作 役
  - 刑事・鬼貫八郎17「炎の記憶」（2004年11月30日） - 下山剛 役

#### TBS系列
- アテンションプリーズ（1970年 - 1971年） - 高村哲也 役
- 虹のエアポート（1975年 - 1976年） - 竹内機長 役
- 隠し目付参上（1976年、毎日放送） - 吉岡鉄五郎 役
- 江戸特捜指令（1976年 - 1977年、毎日放送） - 松五郎 役
- 金曜日の妻たちへ（1983年） - 村越隆正 役
- 金曜日の妻たちへII・男たちよ、元気かい?（1984年） - 川久保弘 役
- 遊びの時間は終らない（1985年）
- 禁じられたマリコ（1985年 - 1986年） - 杉浦元太郎 役
- さしすせそ!?（1997年）
- ひなたぼっこ（1998年 - 1999年） - 桐生信 役
- ケイゾク（1999年1月 - 3月） - 野々村光太郎 役
  - ケイゾク 特別篇 PHANTOM 死を契約する呪いの樹（1999年12月24日）
- L×I×V×E（1999年） - 足柄先生 役
- QUIZ（2000年4月 - 6月） - 蓮見礼二 役
- 水戸黄門
  - 第29部 第14話「鬼オヤジの目に涙 -井波-」（2001年7月2日） - 久兵衛 役
  - 1000回記念スペシャル （2003年12月15日） - 唐犬の重蔵 役
  - 第38部 第2話「嵐を呼ぶ瀬戸内の謎! -瀬戸内-」（2008年1月14日） - 曽根長左衛門 役
- ハンドク!!! - 西亨 役
  - karte3「死という幸福」（2001年10月24日）
  - 最終回「一生一医者」（2001年12月12日）
- ママの遺伝子（2002年） - 藤木昭吾
- ホットマン（2003年） - 川崎四狼 役
- それは、突然、嵐のように…（2004年1月14日 - 3月17日） - 中村光三 役
- H2〜君といた日々（2005年1月13日 - 3月24日） - 柳道男 役
- 鉄板少女アカネ!!（2006年10月15日 - 12月10日） - 嵐山蒼龍 役（特別出演）
- ブラッディ・マンデイ - 九条彰彦 役
  - Season1（2008年10月11日 - 12月20日）
  - Season2（2010年1月23日 - 3月20日）
- 帝王（2009年7月 - 9月、毎日放送） - 大河内勝也 役
- 特上カバチ!! 最終話「最後の敵! それは父!!」（2010年3月21日） - 鷲塚勝一郎 役（特別出演）
- SPECシリーズ - 野々村光太郎 
  - SPEC〜警視庁公安部公安第五課 未詳事件特別対策係事件簿〜（2010年10月 - 12月）
  - SPEC〜翔〜（2012年4月1日）
  - SPEC〜零〜（2013年10月23日）
- ランナウェイ〜愛する君のために（2011年10月 - 12月） - 山田勝次 役
- 最高の人生の終り方〜エンディングプランナー〜 第7話「ありがとう兄ちゃん〜妹の初恋」（2012年2月23日） - 白井幸造 役
- ハンチョウ〜警視庁安積班〜 シリーズ6 第5話（2013年2月11日） - 清瀬陽道 役
- マザー・ゲーム〜彼女たちの階級〜（2015年4月 - 6月） - 蒲原徹治 役
- 水戸黄門 第1シリーズ 第2話「想い繋いだ左馬茶碗 -浪江-」（2017年10月11日、BS-TBS） - 半谷仁左衛門 役
- 99.9-刑事専門弁護士- SEASON II 第6話「舞子の弟が殺人犯!? 原因は姉…失われた絆 真相の鍵は2年前の事件にあった!!」（2018年2月25日） - 新井英之 役
- 月曜ドラマスペシャル→月曜ミステリー劇場→月曜ゴールデン→月曜名作劇場
  - 門脇葬儀店 本日も御愁傷様（2000年11月13日） - 門脇泰造 役
  - Gメン'75スペシャル 東京・北海道トリック殺人事件（2001年4月16日） - カルロス寺島 役
  - 棟居刑事シリーズ - 那須英三 役
    - 棟居刑事シリーズ1「花の狩人」（2001年12月3日）
    - 棟居刑事シリーズ2「高層の死角」（2003年4月21日）
    - 棟居刑事シリーズ3「追跡」（2004年3月8日）
    - 棟居刑事シリーズ4「復讐」（2004年12月20日）

  - スクープ（2002年10月14日） - 山岡満 役
  - 万引きGメン・二階堂雪11「美形願望」（2004年1月26日） - 石渡新吉 役
  - 冤罪〜父と子の旅路〜（2005年6月6日） - 浅利孝信 役
  - 弁護士二重丸承子「赤い不在証明」（2005年11月14日） - 二重丸孝之 役（友情出演）
  - シリーズ激動の昭和「3月10日東京大空襲 語られなかった33枚の真実」（2008年3月10日） - 坂信彌 役
  - 湯けむりバスツアー 桜庭さやかの事件簿1（2009年4月27日） - 瀬沼耕造 役
  - 浅見光彦シリーズ
    - 浅見光彦シリーズ28「高千穂伝説殺人事件〜歌わない笛〜」（2009年10月5日） - 本沢誠一 役
    - 浅見光彦シリーズ30「化生の海」（2011年9月19日） - 宇戸武三 役

  - 女取調官1（2011年1月24日） - 小田垣光秀 役
  - 宮部みゆき・4週連続“極上”ミステリー 最終夜「レベル7」（2012年5月28日） - 村下猛蔵 役
  - 赤かぶ検事奮戦記4（2012年12月10日） - 北森庄次郎 役
  - 警視庁鑑識課〜南原幹司の鑑定3〜（2013年8月19日） - 唐沢洋二郎 役
  - 税務調査官・窓際太郎の事件簿28（2015年1月26日） - 阿武隈晋介 役（特別出演）
  - 犯罪資料館 緋色冴子シリーズ『赤い博物館』 - 大塚慶次郎 役
    - 犯罪資料館 緋色冴子シリーズ『赤い博物館1』（2016年8月29日）
    - 犯罪資料館 緋色冴子シリーズ『赤い博物館2』（2017年7月10日）

  - はぐれ署長の殺人急行4「日光・鬼怒川連続殺人」（2018年7月9日） - 三船幸久 役

#### フジテレビ系列
- レモンの天使（1971年10月 - 1972年3月） - 外科医・准看護学校講師・清水 役
- 男の家庭科（1985年） - 井村隆三 役
- 花王名人劇場「裸の大将放浪記(36) / 清のさよなら鞆ノ浦・福山編」（1989年、関西テレビ） - 小島健 役
- 花王ファミリースペシャル「千代の富士物語」（1991年）- 千代の山雅信 役
- 金曜ドラマシアター「実録犯罪史シリーズ 新説・三億円事件」（1991年）
- 愛という名のもとに（1992年） - 高月健蔵 役
- 二十歳の約束（1992年） - 高井和彦 役
- 世にも奇妙な物語「精神力」（1992年） - 倉橋塾長 役
- 鬼平犯科帳 - 岸井左馬之助 役
  - 第5シリーズ 第1話「土蜘蛛の金五郎」（1994年）
  - 第6シリーズ 第9話「迷路」（1995年）
- 将太の寿司（1996年） - 鳳征五郎 役
- 忠臣蔵（1996年） - 菅野六郎右衛門 役
- 成田離婚（1997年） - 田中雄三 役
- ビーチボーイズスペシャル（1998年1月） - 泉の父 役
- ロケットボーイ（2001年1月 - 3月） - 田中義宗 役
- 美女か野獣 - 鷹宮秀一 役
  - STORY 10「最後のニュース」（2003年3月13日）
  - LAST STORY「もう1人じゃない」（2003年3月20日）
- Dr.コトー診療所 - 芦田雄一郎 役
  - 第4話「病気を診るな、人を診ろ」（2003年7月24日）
  - 第5話「手術で治せない病」（2003年7月31日）
- 結婚できない男 第7話「親戚づきあいがキライで悪いか!!」（2006年8月15日、関西テレビ） - 早坂康雄 役
- 医龍-Team Medical Dragon-2 - 恩田哲三 役
  - 第4話「絶対殺せない患者」（2007年11月1日）
  - 第5話「決行!! 運命の無輸血手術」（2007年11月8日）
- スワンの馬鹿! 〜こづかい3万円の恋〜 第4話「元カノVS未来カノ」（2007年11月6日、関西テレビ） - 半田俊男 役
- フジテレビ開局50周年記念ドラマ特別企画・黒部の太陽（2009年3月） - 林副社長 役
- 任侠ヘルパー - 鷲津莞爾 役
  - 第8話「敵対組長の襲来!! そして女の覚悟」（2009年8月27日）
  - 第9話「愛の討ち入り!! 任侠おくりびと」（2009年9月3日）
- 37歳で医者になった僕〜研修医純情物語〜（関西テレビ） - 伊達孝仁 役
  - case 7「医者としてでなく人として僕は…」（2012年5月22日）
  - case 8「医者と患者が向き合うことの意味」（2012年5月29日）
- 東野圭吾ミステリーズ 最終話「再生魔術の女」（2012年9月20日） - 根岸義政 役
- 傘をもたない蟻たちは - 根津爺 役
  - 第3話「蘇った記憶」（2016年1月23日）
  - 最終話「光のシズク」（2016年1月30日）
- 嵐の涙〜私たちに明日はある〜（2016年2月 - 3月、東海テレビ） - 枝川大造 役
- カインとアベル 第2話「ハートを掴め!! 恋も仕事も驚きの大逆転」（2016年10月24日） - 神谷仁 役（特別出演）
- 犯罪症候群 Season1 第6話 - 最終話（2017年5月13日 - 27日、東海テレビ） - 高梨道治 役
- 貴族探偵 - 桜川鷹亮 役
  - 第5話「華麗なる一族の惨劇！御前襲う死の婿選び」（2017年5月15日）
  - 第6話「花婿候補連続殺人！驚愕と涙の結末とは？」（2017年5月22日）
- CRISIS 公安機動捜査隊特捜班 第9話「最強の敵! 特捜班、崩壊」（2017年6月6日、関西テレビ） - 岸部正臣 役
- コンフィデンスマンJP 第7話「骨肉の遺産争い 暴かれる家族の秘密」（2018年5月21日） - 与論要造 役
- BARレモン・ハート 大晦日スペシャル（2018年12月31日、BSフジ） - 和尚 役
- 赤い霊柩車38（2020年4月3日） - 市川英明 役
- 金曜エンタテイメント
  - 課長 島耕作 - 中沢部長 役
    - 課長 島耕作1（1993年9月17日）
    - 課長 島耕作2（1994年4月29日）
    - 課長 島耕作3（1994年10月28日）

  - 松本清張スペシャル・火と汐（1996年9月13日） - 東 役
  - 鞍馬天狗（2001年） - 西郷隆盛 役
  - 音の犯罪捜査官 響奈津子5（2002年6月21日） - 宮本慶蔵 役
  - 天国へのカレンダー（2005年5月20日、関西テレビ共同制作） - 望月洋一 役
- 金曜プレステージ
  - 千の風になってドラマスペシャル・死ぬんじゃない! 実録ドラマ・宮本警部が遺したもの（2008年2月15日）
  - ホストの女房（2009年9月4日） - 藤崎貞三 役
  - 松本清張没後20年特別企画・疑惑（2012年11月9日） - 原山正雄 役
  - 浅見光彦シリーズ50「貴賓室の怪人」（2014年4月4日） - 神田功平 役
- 金曜プレミアム
  - 所轄刑事10（2016年） - 香坂正二 役

#### テレビ朝日系列
- 荒野の用心棒（1973年） - 速水雷蔵 役（雷の旦那）
- はぐれ刑事純情派 第15シリーズ 最終話「みかんの丘で泣く女 東京－伊豆－大島三原山連続殺人ルート！さくらのママ危機一髪！安浦刑事が怒る時」（2002年10月2日） - 土屋信一 役
- アタックNo.1（2005年） - 一ノ瀬新平 役
- 相棒 season4 第11話「汚れある悪戯」（2006年1月1日） - 畑山純一郎 役
- 特命係長 只野仁 スペシャル '08 大手銀行派遣女子行員が仕掛けた罠（2008年2月2日） - 五十嵐誠治 役
- インターホン症候群の女・他人の生活を覗きたがる主婦の秘密（2008年3月15日）
- その男、副署長〜京都河原町署事件ファイル〜2 第1話（2008年7月3日）
- 肉体の門（2008年12月27日）- 馬淵泰三 役
- 必殺仕事人2009 新春スペシャル（2009年1月4日、朝日放送共同制作） - 恵比寿屋善兵衛 役
- おみやさん 第6シリーズ 最終話・第1部「時効直前！2つの事件が動き出す 京都の春に試された親子の絆〜娘よ！京番茶に殺意の香り」（2009年3月19日） - 木島卓造 役
- 科捜研の女 season9 第6話「骨董品殺人！京都〜東京、不在証明の罠」（2009年8月13日） - 鳴澤栄一 役
- 樅ノ木は残った（2010年2月20日） - 久世大和守
- サラリーマン金太郎2 最終話（2010年3月12日） - 中根幹事長 役（特別出演）
- 臨場 続章 - 大庭久雄 役
  - 第10話「最終章・渾身〜前編」（2010年6月16日）
  - 最終話「最終章・渾身〜後編」（2010年6月23日）
- 京都地検の女 第7シリーズ 第2話「殺人逃亡犯は見た!! すれ違う二つの人生」（2011年7月21日） - 小堀育男 役
- 13歳のハローワーク 第1話「35歳、中学生になる!? バブルと闘え!!」（2012年1月13日） - 刑事 役（特別出演）
- ドクターX〜外科医・大門未知子〜 - 久保茂 役
  - 第1シリーズ 第1話「その手袋で触るな！全員、ホールドアップ！」（2012年10月18日）
  - 第4シリーズ 第1話「復活!!!! 失敗しないハケンの女 生中継オペ1000万!!」（2016年10月13日）
- 宮本武蔵（2014年3月15日・16日） - 石母田外記 役
- SP〜警視庁警護課4（2014年5月4日） - 神原剣一郎 役
- ドラマスペシャル 遺留捜査（2014年10月19日） - 矢作徹二 役
- 最強のふたり〜京都府警 特別捜査班〜 第2話「完全犯罪の罠!! 二つの顔を持つ女!?」（2015年7月23日） - 山県守男 役
- 名探偵キャサリン（2015年9月5日） - 東郷流風 役
- グッドパートナー 無敵の弁護士 第4話「ぶっ壊す! 因縁の親子バトル!!」（2016年5月12日） - 鳥飼健三 役
- 警視庁・捜査一課長 season2 最終話「さらば大岩一課長！ヒラから成り上がった最強の刑事…最後の事件!! 花嫁の遺体が瞬間移動!? 衝撃のラスト」（2017年6月22日） - 椎名幹也 役
- ハゲタカ - 新見哲平 役（特別出演）
  - 第4話「史上最大の買収劇…社員1万人!! リストラを阻止せよ」（2018年8月9日）
  - 第5話「腐った社長を買い叩け! 990円の逆転宣告!!」（2018年8月16日）
  - 第6話「VS.ハイエナ 総理の秘密を買う!?」（2018年8月23日）
- リーガルV〜元弁護士・小鳥遊翔子〜 第4話「時給25億の花嫁…!? 遺産相続のトリック」（2018年11月8日） - 峰島恭介 役
- 刑事ゼロ 第3話「前代未聞の誘拐トリック!! 復讐の3億!? 京都の雨に消された親子愛」（2019年1月24日） - 夏富輝一郎 役
- 24 JAPAN 第20話「07:00P.M. - 08:00P.M.」（2021年2月26日） - ビクター・林 役
- シッコウ!!〜犬と私と執行官〜 CASE5「大病院を強制執行!!」（2023年8月8日） - 花巻健吉 役[34]
- 土曜ワイド劇場→土曜プライム・土曜ワイド劇場
  - 棟居刑事の情熱（1997年3月8日） - 本宮恒夫 役
  - 京都お見合いツアー殺人事件シリーズ - 狩矢警部 役
    - 京都お見合いツアー殺人事件1（1997年11月1日）
    - 京都お見合いツアー殺人事件2（1998年6月6日）

  - 山村美紗サスペンス 愛の摩周湖殺人事件（1998年2月7日） - 岡田洋介 役
  - おばはん刑事!流石姫子8（2003年8月2日） - 松園龍雲 役
  - 北アルプス連続殺人ルート（2006年9月30日、朝日放送） - 四賀誠一郎 役
  - 温泉若おかみの殺人推理17（2006年10月14日） - 池上芳雄 役
  - 横浜海上警察（2007年9月1日） - 日下部幹男 役
  - 30周年特別企画・半落ち（2007年12月8日） - 志木忠正 役
  - 検事・朝日奈耀子6（2008年1月12日） - 寺島幸吉 役
  - 弁護士・森江春策の事件シリーズ - 菊園喜助 役
    - 弁護士・森江春策の事件1（2009年8月1日）
    - 弁護士・森江春策の事件2（2010年8月21日）
    - 弁護士・森江春策の事件3（2011年10月29日）

  - 特別企画・交渉人・遠野麻衣子〜最後の事件（2010年6月26日） - 篠宮喜一郎 役（友情出演）
  - ミステリー作家 六波羅一輝の推理2「京都陰陽師の殺人」（2012年4月21日、朝日放送） - 住職 役（特別出演）
  - ホゴカン 熱血保護司・村雨晃司の事件簿（2013年8月31日） - 立川忠 役
  - 棟居刑事の夜の虹（2014年2月8日） - 蔵方隆一郎 役
  - 特別企画・切り裂きジャックの告白〜刑事 犬養隼人〜（2015年4月18日、朝日放送） - 真境名孝彦 役[35]
  - 新・ヤメ検の女シリーズ（朝日放送） - 奥本健三 役
    - 新・ヤメ検の女1（2015年11月7日）
    - 新・ヤメ検の女2（2016年11月26日）

  - 鉄道捜査官16（2016年10月8日） - 平山義昭 役

#### テレビ東京系列
- あばれ八州御用旅（1990年、1991年、1992年、1994年） - 山崎哲之介 役
- 忠臣蔵外伝 薄桜記（1991年） - 堀部安兵衛 役
- 素晴らしき家族旅行（1998年） - 菊池保文 役
- 次郎長三国志（2000年） - 大政 役
- 怨み屋本舗スペシャル2 〜マインドコントロールの罠〜（2009年1月7日） - 薬師丸昇 役
- 三匹のおっさん2〜正義の味方、ふたたび!!〜 第1話（2015年4月24日） - 竹田正純 役
- 孤独のグルメ Season5 - 山村 役
  - 第4話「台湾宜蘭県 羅東の三星葱の肉炒めと豚肉の紅麹揚げ」（2015年10月24日）
  - 第5話「台湾台北市 永楽市場の鶏肉飯と乾麺」（2015年10月31日）
- 警視庁ゼロ係〜生活安全課なんでも相談室〜 FIRST SEASON 最終話「さらば冬彦! 7年間封印された巨悪の陰謀Ｘレポートを暴け!」（2016年2月26日） - 中村幸一 役
- スペシャルドラマ・仮釈放の条件 出口の裁判官 岬真斗香（2016年3月13日） - 松本満佐雄 役
- 石川五右衛門 第5話（2016年11月11日） - 庄右衛門 役
- ラストチャンス 再生請負人（2018年） - 小沢幸太郎 役（特別出演）[36]
- 女と愛とミステリー→水曜ミステリー9
  - 伊豆・天城越え殺人事件（2001年12月26日） - 大山部長刑事 役
  - 南紀・伊豆Sの逆転（2002年3月13日） - 勝警部 役
  - ヤメ検弁護士・英剛直 佐渡が島殺人航路（2002年7月31日） - 豊川誠三 役
  - 花の罠 奈良・大和路殺人事件（2003年4月9日） - 島村刑事 役
- シロクマ園長 命の事件簿（2007年） - 日野原啓吾 役
  - 不在宴会 - 死亡記事の女（2008年2月20日） - 五十畑信介 役
  - 刑事・ガサ姫〜特命・家宅捜索班〜シリーズ - 服部浩一郎 役
    - 刑事・ガサ姫1〜特命・家宅捜索班〜（2012年8月1日）
    - 刑事・ガサ姫2〜特命・家宅捜索班〜（2013年5月8日）
    - 刑事・ガサ姫3〜特命・家宅捜索班〜（2014年6月11日）

  - 北海道警事件ファイル 警部補 五条聖子1「過去からの脅迫者」（2012年10月24日） - 木原岩男 役
  - カメラマン亜愛一郎の迷宮推理（2013年11月15日） - 粥谷東巨 役
  - 駐在刑事1（2014年4月2日） - 小山康彦 役

#### WOWOW
- 推定有罪（2012年3月25日 - 4月22日） - 吉田栄之助 役
- 震える牛（2013年6月16日 - 7月14日） - 増渕要三 役
- 株価暴落（2014年10月19日 - 11月16日） - 風間耕造 役

#### その他
- ねこ物件（2022年4月8日 - 、テレビ神奈川） - 幸三 役[37][38]

### 配信ドラマ
- SICK'S 恕乃抄 〜内閣情報調査室特務事項専従係事件簿〜（2018年4月 - 8月、Paravi） - 野々村光次郎 役[39]
- SPECサーガ黎明篇 サトリの恋 〜リ〜の回（2018年10月12日、Paravi） - 野々村光太郎 役
- SICK'S 覇乃抄 〜内閣情報調査室特務事項専従係事件簿〜（2019年3月 - 、Paravi） - 野々村光次郎 / 野々村光太郎 役

### 映画
- 真っ赤な恋の物語（1963年8月11日、松竹） - 片目の部下B 役（本名の長谷川竜男で出演）
- 男の影（1964年10月15日、松竹） - 小花 役（本名の長谷川竜男で出演）
- 春らんまん（1968年1月14日、東宝） - 奈良 役
- 若者よ挑戦せよ（1968年10月5日、東宝）
- 燃えろ!青春（1968年12月19日、東宝） - 江島雷太 役
- 夕日くん（東宝）
  - 夕日くん サラリーマン脱出作戦（1971年4月15日）
  - 夕日くん サラリーマン仁義（1973年9月22日）
- 新幹線大爆破（1975年7月5日、東映） - 鉄道公安官・菊池 役
- 俺の選んだ女（1976年12月11日、東宝） - 唯一の主演映画 役
- 犬笛（1978年4月1日、三船プロ） - 橋川刑事 役
- 男はつらいよ 寅次郎わが道をゆく（1978年8月5日、松竹） - 宮田隆 役
- 戦国自衛隊（1979年12月5日、東宝） - 木村治久 役
- 駅 STATION（1981年11月7日、東宝） - 小川刑事 役
- 首都消失（1987年1月17日、東宝） - 堀江 役
- 遺産相続（1990年10月20日、東映） - 藤島元春 役
- 大誘拐 RAINBOW KIDS（1991年1月15日、東宝） - 佐久間 役
- 美味しんぼ（1996年4月13日、松竹） - 中川 役
- 釣りバカ日誌（松竹） - 原口三郎 役
  - 釣りバカ日誌スペシャル（1994年）
  - 釣りバカ日誌7（1994年12月23日）
  - 釣りバカ日誌8（1996年8月10日）
  - 釣りバカ日誌9（1997年9月6日）
  - 花のお江戸の釣りバカ日誌（1998年） - 原口儀八郎 役
  - 釣りバカ日誌10（1998年8月8日）
- 億万長者になった男。（1994年11月19日、ヒーロー）
- ケイゾク/映画 Beautiful Dreamer（2000年3月4日、東宝） - 野々村光太郎 役
- 白い船（2002年、ゼアリズ・エンタープライズ） - 太田登美雄 役
- 自虐の詩（2007年10月27日、松竹） - 組長 役
- 20世紀少年（2008年、東宝） - チョーさん 役
- 初恋 夏の記憶（2009年、夜想会シネマプロジェクト） - 穂波美永子の父 役（友情出演）
- ゴールデンスランバー（2010年1月30日、東宝） - 大杉憲司 役
- 半次郎（2010年） - 村田屋伊兵衛 役
- ホームカミング（2011年3月12日、クロックワークス）
- ロケみつ THE MOVIE このさきのむこうに（2012年、毎日放送 / 吉本興業）
- 劇場版SPECシリーズ - 野々村光太郎 役
  - 劇場版 SPEC〜天〜（2012年）
  - 劇場版 SPEC〜結〜 漸ノ篇 / 爻ノ篇（2013年）
- こんな夜更けにバナナかよ 愛しき実話（2018年） - 鹿野清 役
- 嘘八百 京町ロワイヤル（2020年1月31日 ） - 億野万蔵 役[40]
- 望み（2020年10月9日、KADOKAWA） - 高山毅 役[41]
- フード・ラック!食運（2020年11月20日） - 石原雄司 役[42]
- 老後の資金がありません!（2021年10月30日、東映） - 太平 役
- 劇場版 ねこ物件（2022年8月公開予定）- 幸三 [43]

### Vシネマ
- プロミスリング 〜鹿島アントラーズ物語〜（1993年） - 五島 役※特別出演

### ゲーム
- 街 〜運命の交差点〜（チュンソフト、1998年） - 白峰忠道 役

### 情報・バラエティ番組
- SEIKOグルメワールド 世界食べちゃうぞ!!（日本テレビ）
- わいわいスポーツ塾（TBS） - レギュラー回答者
- あまからアベニュー（毎日放送） - 司会
- ためしてガッテン（NHK総合） - 不定期出演
- 天才!ヒポカンパス（フジテレビ） - 出題者
- 和風総本家（テレビ大阪） - 不定期出演

### 紀行番組
- いい旅・夢気分（テレビ東京） - 旅人

### CM
- トヨタ自動車（初代・「カローラ（KE10型）」）
- ロータスクラブ
- 天狗中田産業「天狗ハム」（1991年）
- 第一生命
- チュンソフト「かまいたちの夜」
- 日本ハム「シャウエッセン」※久保田利伸と共演。
- サントリー「春一番生ビール」（1997年）
- ENEOS「『ゴリさん』と呼ばれた男だから」と、エネゴリくんとともに「ウホウホ」とゴリラのまねをしていた。※水川あさみと共演。
- サントリー「BOSS レインボーマウンテンブレンド」（宇宙人ジョーンズ・刑事編 2009年） - 石塚誠 役
- アデランス「アデランス・ヘアークラブ」（2010年）
- すき家 (2010年)  - 祖父・好家雷太 役
- パーソルキャリア「ミイダス」（2018年8月 - ）※安田顕、門脇麦と共演[44]

## 音楽

### シングル
| 発売日         | 規格           | 規格品番       | 面             | タイトル           | 作詞           | 作曲           | 編曲           |
| キングレコード | キングレコード | キングレコード | キングレコード | キングレコード     | キングレコード | キングレコード | キングレコード |
| -------------- | -------------- | -------------- | -------------- | ------------------ | -------------- | -------------- | -------------- |
| 1967年         | EP             | BS-635         | A              | あの娘と暮らしたい | 岩谷時子       | いずみたく     | いずみたく     |
| 1967年         | EP             | BS-635         | B              | 君と二人で         | 岩谷時子       | いずみたく     | いずみたく     |
| 1967年         | EP             | BS-740         | A              | 愛の子守唄         | 岩谷時子       | いずみたく     | いずみたく     |
| 1967年         | EP             | BS-740         | B              | いいかい?          | 岩谷時子       | いずみたく     | いずみたく     |